# Asterostigma cubense
Asterostigma cubense là một loài thực vật có hoa trong họ Ráy (Araceae). Loài này được (A.Rich.) K.Krause ex Bogner mô tả khoa học đầu tiên năm 1969.